# Tekagi-shuko
Tekagi-shuko y neko-te son dos armas originarias de Japón, integrantes de las kakushi buki (armas ocultas) empleadas por los ninjas. El principal ryu (escuela) de ninjutsu que promovió su uso fue la Togakure Ryū. 

## Tekagi-shuko
Aunque muchas variaciones de esta arma existen, suele consistir en dos bandas de metal unidas por una o más correas de cuero, una ajustada alrededor de la palma y la otra alrededor de la muñeca o el dorso de la mano. La banda superior muestra una variedad no establecida de espinas, cuchillas y protuberancias punzocortantes, pudiendo ser usada con propósitos ofensivos y otras utilidades, así como la defensa (desarme y bloqueo). El uso de esta arma sigue siendo enseñado por el dojo Bujinkan de Masaaki Hatsumi y el Jinenkan de Manaka Unsui.

## Neko-te
La Neko-te (garra de gato) es un nombre dado a un arma similar a la anterior, equipada con hojas afiladas o espinas sobresaliendo. Los neko-te originales, a diferencia de los Teakagi-shuko, tienen forma de guantes metálicos con las principales armas en el dorso de la mano, diseñadas para atrapar otras armas e infligir daños menores, y una serie de cuchillas largas y finas cuchillas en los dedos usables para penetrar en las arterias y otros puntos vitales del oponente, así como arañar en su piel expuesta.

## Kaku-te

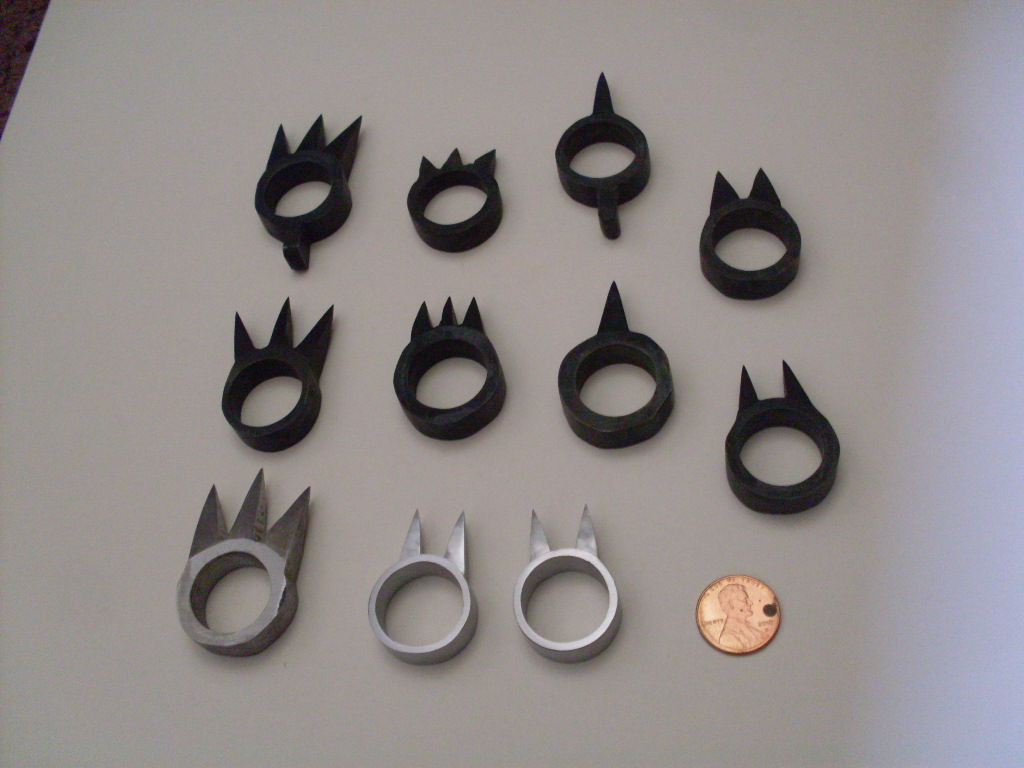
Kakute.

Los kakute son anillos hechos de hierro o acero que a veces usaban los ninjas y eran los favoritos de las kunoichi, las mujeres ninja. Los kakute tenían de uno a cuatro púas de metal que sobresalían de ellos. A veces las púas se sumergían en veneno. Los kakute generalmente eran colocados en el dedo medio y se usaban para atacar cuando el enemigo cuando este menos lo esperaba. Las púas también eran excelentes para sujetar a un oponente y golpearlo, y también se usaban para trepar.